# Йон Палл Сігмарссон Класік
Йон Палл Сігмарссон Класік (ісл. Jón Páll Sigmarsson Classic) — щорічне змагання серед ломусів з усіх куточків світу. Першим переможцем змагання став Браян Шоу.

## Переможці
| Рік  | Переможець | 2-е місце              | 3-е місце    | Розташування        | Дж.   |
| ---- | ---------- | ---------------------- | ------------ | ------------------- | ----- |
| 2010 | Браян Шоу  | Гафтор Юліус Бйорнссон | Марк Фелікс  | Рейк'явік, Ісландія | [ 1 ] |
| 2011 | Браян Шоу  | Лоренс Шайлей          | Палл Лоґасон | Рейк'явік, Ісландія | [ 2 ] |